# Étoile de Romano
Pour les articles homonymes, voir Romano.
Désignations
L'étoile de Romano, aussi désignée GR 290 et M33 V532, est une étoile variable lumineuse bleue située dans la galaxie du Triangle (M33), dans la constellation du Triangle.

## Découverte

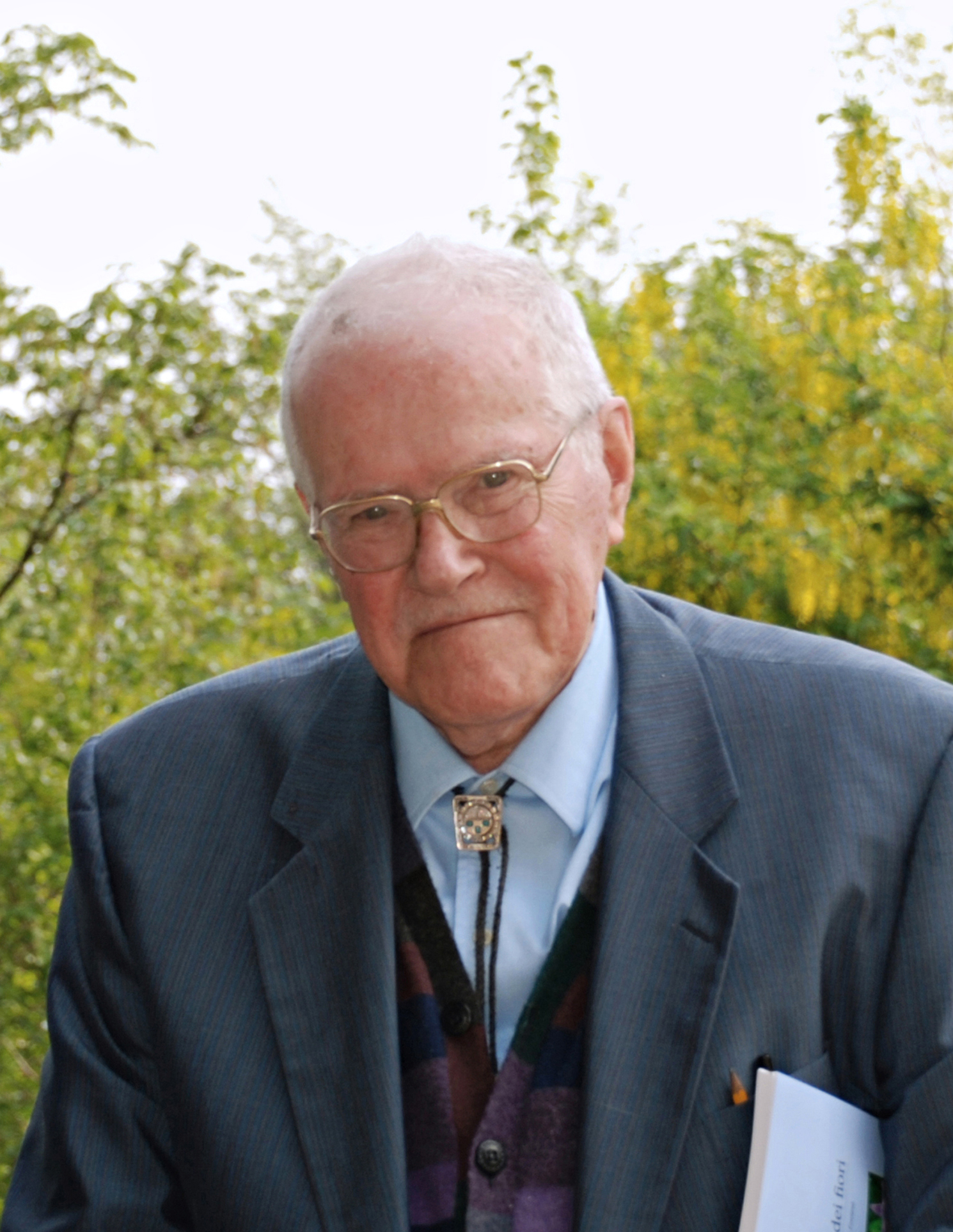
Giuliano Romano en 2011.

L'étoile de Romano a été signalée pour la première fois par Giuliano Romano, de l'Institut d'astronomie de l'Université de Padoue, comme l'une de onze nouvelles étoiles variables de la galaxie du Triangle (M33). Celles-ci étaient numérotées de GR 282 à GR 292. GR 290 a été décrite comme une variable de Hubble-Sandage, plus communément appelée aujourd'hui variable lumineuse bleue (LBV). Elle a été décrite comme variant de la magnitude photographique 16,5 à 17,8. Les dix autres étoiles étaient des étoiles relativement communes dans notre propre galaxie, mais GR 290, très lumineuse, faisait partie de la galaxie M33 et devint connue comme l'étoile de Romano.
Une étude de suivi détaillée de cette d'un nouveau type rare a montré qu'elle était à 17 minutes d'arc du centre de M33, à la périphérie de la galaxie, près de l'un de ses bras spiraux. Sur les plaques photographiques prises entre 1960 et 1977, l'étoile varie irrégulièrement entre la magnitude photographique 16,5 et 17,8, avec des périodes de repos en 1960-1961 et depuis 1974.
Une étude spectroscopique près du minimum de luminosité en 2003 a confirmé la nature de LBV de l'étoile de Romano et a montré que son type spectral était Of/WN. Elle est répertoriée dans le catalogue des étoiles variables extragalactiques sous la désignation M33 V532.

## Variabilité

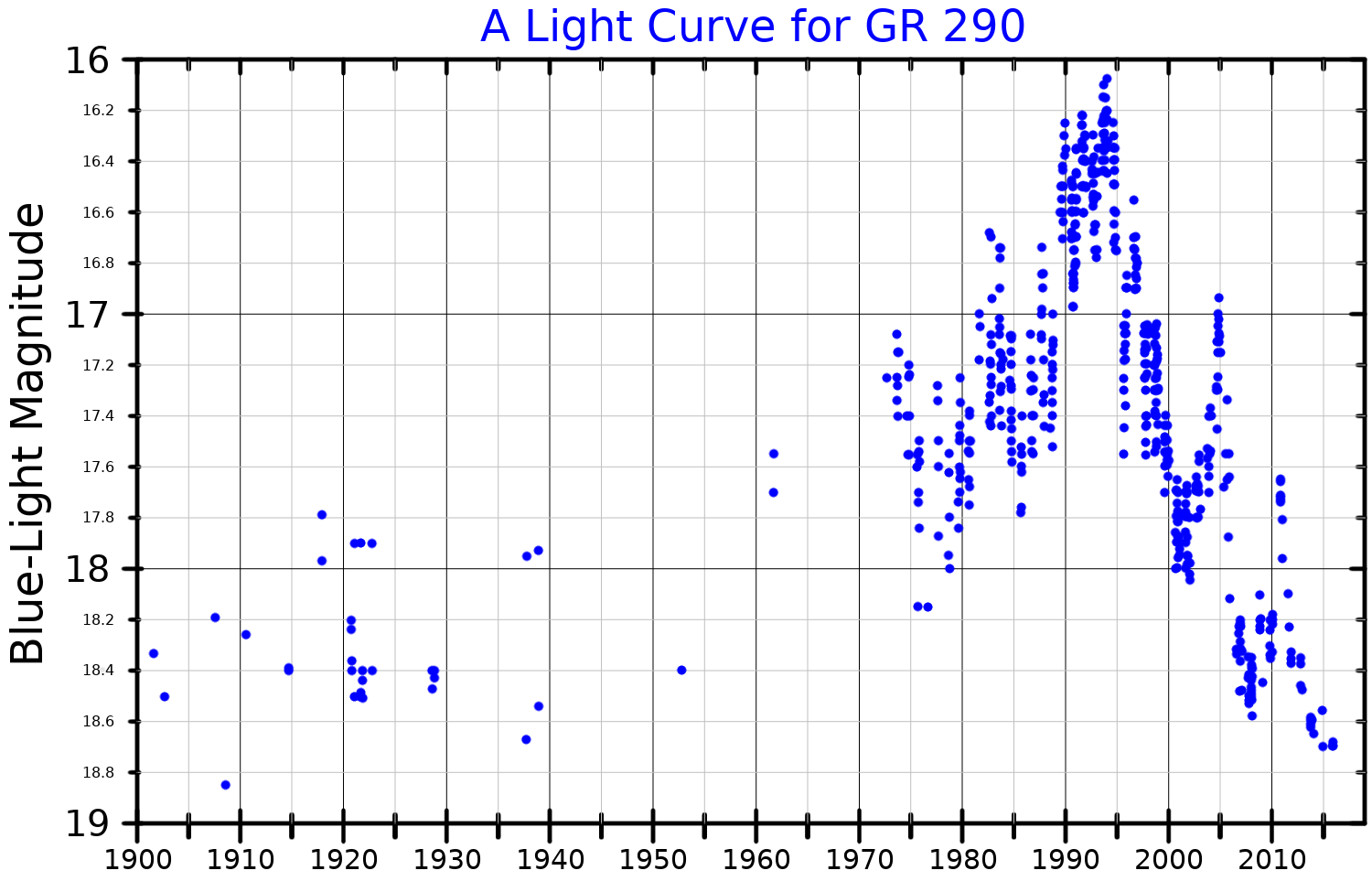
Courbe de lumière montrant la variation de la luminosité en fonction du temps de l'étoile de Romano (GR 290).

L'analyse des observations historiques montre que l'étoile de Romano était probablement au repos de 1900 jusqu'à ce que cinq éruptions se produisissent entre 1960 et 2010. La luminosité n'est pas constante pendant le maximum mais montre des variations sur une échelle de temps de mois. La troisième des cinq éruptions fut la plus brillante, culminant à la magnitude 16,5. La luminosité minimale en 2014 fut la plus faible jamais enregistrée, à une magnitude inférieure à 18,7,, et l'étoile est toujours peu lumineuse en 2016. Il a été suggéré que la séquence des éruptions est maintenant terminée.

## Spectre
Le spectre du GR 290 montre d'importantes raies d'émission d'hydrogène et d'hélium atomique, ainsi qu'un large complexe de raies d'émission d'azote ionisé et une faible émission d'hélium ionisé. Il existe également de légères raies d'absorption attribuées à la matière interstellaire et certaines raies d'émission interdites. Ciii est détectable mais beaucoup plus faible que les lignes d'azote. Le type spectral de l'étoile de Romano est celui d'une étoile Wolf-Rayet sur la séquence de l'azote[Quoi ?], mais aussi avec de l'hydrogène. Il varie en phase avec les changements de luminosité, de WN8h–9h au minimum à WN10h–11h au maximum. Bien que le type spectral change, la couleur de l'étoile reste à peu près constante, telle que mesurée par les indices de couleur B–V et U–B.

## Propriétés
La température effective de l'étoile de Romano passe d'environ 33 000 kelvins lors du minimum de luminosité à environ 23 500 kelvins lors du maximum de luminosité. Le rayon passe lui d'environ 22,5 rayons solaires lors du minimum à 61 rayons solaires lors du maximum, de telle sorte que l'étoile est beaucoup plus grande et plus froide lorsqu'elle est visuellement la plus brillante. Le comportement typique d'un LBV pendant ces éruptions est que la luminosité bolométrique reste approximativement constante, mais l'étoile de Romano est une parmi d'autres qui ont montré une variation significative de luminosité. La luminosité passe d'environ 500 000 fois la luminosité solaire lors du minimum à plus d'un million fois la luminosité solaire lors du maximum.
On estime que l'étoile de Romano a une masse actuelle de 26 masses solaires et perd de la masse à raison d'une masse solaire tous les 25 000 à 50 000 ans. La perte de masse est maximale lorsque l'étoile est la plus grande et la plus brillante.

## Évolution
Bien que l'étoile de Romano ait un spectre Wolf-Rayet, ce n'est pas une étoile Wolf-Rayet classique sans hydrogène. Il montre toujours environ 70% d'hydrogène de plus que d'hélium à la surface. L'étoile a un âge estimé à seulement quatre millions d'années et elle n'a pas encore perdu toute son enveloppe externe d'hydrogène. La modélisation de l'évolution des étoiles massives suggère que l'étoile de Romano a commencé avec une masse de 60 fois celle du Soleil, a connu une étape LBV relativement brève après avoir quitté la séquence principale et perd maintenant le reste de son hydrogène avant de devenir une étoile Wolf-Rayet plus conventionnelle.